# Busia County
Busia County (bis 2010 Busia District) ist ein County in Kenia. Die Hauptstadt des Countys ist Busia. 

## Geografie
Busia County grenzt an den gleichnamigen Distrikt in Uganda und an den Victoriasee. Im Süden des Countys befinden sich das Yala-Moor und die Samia Hills. In Busia werden hauptsächlich Mais, Kaffee und Zuckerrohr angebaut. Am Ufer des Victoriasees leben die Menschen von der Fischerei.

## Gliederung
Busia County gliedert sich in sechs Divisionen. Es gibt fünf Wahlbezirke, Budalangi, Amagoro, Nambale, Butula und Funyula. Im Rahmen der Verfassung von 2010 wurden die Distrikte Bunyala, Busia, Samia, Teso North und Teso South unter der neuen Bezeichnung Busia County vereinigt.
| Division  | Einwohner (1999) | Hauptstadt |
| --------- | ---------------- | ---------- |
| Budalangi | 053.356          |            |
| Butula    | 095.489          | Butula     |
| Funyula   | 073.875          | Funyula    |
| Matayos   | 056.186          | Matayos    |
| Nambale   | 067.544          | Nambale    |
| Township  | 025.158          | Busia      |
| Gesamt    | 370.608          | -          |

## Infrastruktur
Im County befanden sich 2009 sechs Krankenhäuser mit insgesamt 468 Betten. Die Diözese Bungoma der katholischen Kirche unterhält in Busia mehrere Primary Schools, Krankenpflegeschulen und ein Altenheim. In Funyala gibt es ein Kinderheim, in Butula eine Schule für Körperbehinderte. 2007 gab es im County 27 Secondary Schools mit insgesamt über 5700 Schülern.

## Religion
Busia County gehört zur Diözese Bungoma der römisch-katholischen Kirche. Neben den katholischen Gemeinden gibt es unter anderem in Butula, Funyula und Port Victoria methodistische Gemeinden.